# Mariagracia Mora
Mariagracia «Mayacha» Mora Domínguez (Lima, 12 de junio de 2006) es una actriz, cantante y bailarina peruana, que ha participado en diferentes obras de teatro y series de televisión de su país.[cita requerida] Es sobrina del cantante y actor Christian Domínguez.

## Primeros años
Mariagracia Mora Domínguez nació el 12 de junio de 2006 en la capital peruana Lima, proveniente de una familia de clase media, además de ser la sobrina del actor y cantante de cumbia peruana Christian Domínguez.[cita requerida]
Desde pequeña, Mora comenzó a participar en diferentes concursos de baile infantiles, la cual obtuvo el máximo galardón varias ocasiones y tiempo después, emprender su propia carrera artística.[cita requerida]

## Trayectoria

### Carrera actoral
Mora comienza su carrera artística a los 9 años, cuando debuta de manera oficial como actriz con la cinta biográfica Guerrero en un rol recurrente.
Poco tiempo después, se suma al reparto principal de la telenovela peruana Solo una madre en el año 2017 como Dora Marsano, quién sería una niña adoptada. Al año siguiente, participó en la adaptación local del musical Billy Elliot con la producción de la productora peruana Los Productores con su papel de Debbie y compartió escena al lado de otras figuras infantiles como Brando Gallesi, Thiago Vernal y Zoe Arévalo.
Mora fue incluida a los repartos de la obra de teatro Ciudad Fantasía en el año 2019[cita requerida] y la telenovela Dos hermanas con el personaje de la adolescente Mayra Chauca al año siguiente, siendo ella en esta última como la figura soporte de la ficción. Seguidamente, protagonizó en el musical  Whitney, el tributo a una estrella interpretando a la fallecida cantante estadounidense Whitney Houston en su etapa adolescente y coprotagoniza la obra virtual Tiempo perdido como Angie en el 2020.
Condujo el programa web Atrapados Sessions al lado del actor peruano Gabriel Rondón el año 2021, donde realizó entrevistas al elenco juvenil de la serie web peruana Atrapados: Divorcio en cuarentena.[cita requerida] Además, obtuvo el protagónico de la obra musical El hospedador interpretando a Fabiana, una de los jóvenes que fueron a un hospedaje y participó como coprotagonista de la obra de teatro virtual Otro mundo en el año 2020. Seguidamente, desde el 2022 es integrante del elenco juvenil Concept House con otras celebridades del medio para videos y secuencias.
Mora retomó su faceta actoral asumiendo el protagónico de la adaptación local de Despertar de primavera con su personaje de Wendla Bergmann el año 2023. Seguidamente, fue anunciada como protagonista de la película musical Locos de amor: Mi primer amor, donde interpretaría a Verónika y fue previsto su estreno para 2024.
Fue protagonista del musical peruano Sirena bajo el personaje de Siena en el año 2023, contando con Nicolás Galindo como coprotagonista de la ficción.

### Carrera musical
En 2020, Mora debuta de manera oficial como cantante bajo el apelativo de «Mayacha», lanzando su primer tema «Te lo dije» y el sencillo entró a la banda sonora de la telenovela Dos hermanas. Además, en ese año formó junto a Brando Gallesi y Ray del Castillo el grupo musical Canella, donde realizó versiones de conocidas canciones de la música criolla y afroperuana.
En 2022, participó en el concierto No estás solo de Preludio Asociación Cultural, con la dirección de Denisse Dibós y colaborado por Marco Zunino.

## Filmografía

### Cine
| Año  | Título                        | Rol      | Notas                          | Ref.         |
| ---- | ----------------------------- | -------- | ------------------------------ | ------------ |
| 2016 | Guerrero, la película         | Niña     | Rol recurrente (Debut actoral) | [ 1 ]        |
| 2024 | Locos de amor: Mi primer amor | Verónika | Rol protagónico                | [ 8 ] [ 13 ] |

### Televisión
| Año       | Título                    | Rol                            | Notas                                                     | Emisión            | Ref.             |
| --------- | ------------------------- | ------------------------------ | --------------------------------------------------------- | ------------------ | ---------------- |
| 2017      | Solo una madre            | Dora Marzano Patiño            | Reparto principal                                         | América Televisión | [ 1 ]            |
| 2020-2021 | Dos hermanas              | Mayra Chauca Araníbar          | Reparto principal                                         | América Televisión | [ 14 ]           |
| 2020      | La rosa de Guadalupe Perú | Anabel                         | Episodio: «El inquilino»                                  | América Televisión |                  |
| 2025      | La rosa de Guadalupe Perú | Nancy                          | Episodio: «Amor ideal»                                    | América Televisión |                  |
| 2025      | La rosa de Guadalupe Perú | Lourdes                        | Protagonista                                              | América Televisión |                  |
| 2025      | La rosa de Guadalupe Perú | Lourdes                        | Episodio: «La única vez»                                  | América Televisión |                  |
| 2021      | Atrapados Sessions        | Ella misma                     | Presentadora y entrevistadora                             | YouTube            | [cita requerida] |
| 2021      | Esto es guerra            | Ella misma                     | Participante invitada del segmento Tiktokers, los rivales | América Televisión | [ 15 ]           |
| 2024      | Los otros Concha          | Jesusa Soto Vargas (imitadora) | Rol de invitada especial                                  | América Televisión |                  |

### Teatro
| Año  | Título                                     | Rol                           | Notas                                     | Ref.             |
| ---- | ------------------------------------------ | ----------------------------- | ----------------------------------------- | ---------------- |
| 2018 | Billy Elliot                               | Debbie                        | Rol principal Productora: Los Productores | [ 16 ]           |
| 2019 | Ciudad Fantasía                            |                               | Rol principal                             | [cita requerida] |
| 2020 | Tiempo perdido                             | Angie                         | Rol coprotagónico                         | [ 3 ]            |
| 2020 | Otro mundo                                 |                               | Rol coprotagónico                         | [ 5 ]            |
| 2021 | Whitney Houston, el tributo a una estrella | Whitney Houston (adolescente) | Rol protagónico                           | [ 17 ]           |
| 2021 | El hospedador                              | Fabiana                       | Rol protagónico                           | [ 4 ]            |
| 2021 | Qué obra hacemos                           | Varios roles                  | Rol principal                             | [ 18 ]           |
| 2022 | Déjame brillar                             | Bailarina                     | Rol protagónico                           | [ 19 ]           |
| 2023 | Despertar de primavera                     | Wendla Bergmann               | Rol protagónico Teatro: La Plaza          | [ 7 ]            |
| 2023 | Sirena, el musical                         | Siena                         | Rol protagónico                           | [ 9 ]            |

### Videoclips musicales
| Año  | Título       | Rol        | Notas                                            | Ref.   |
| ---- | ------------ | ---------- | ------------------------------------------------ | ------ |
| 2016 | «Zambo»      | Ella misma | Participación especial                           | [ 20 ] |
| 2020 | «Te lo dije» | Ella misma | Intérprete Participación especial: Thiago Vernal | [ 10 ] |

## Discografía

### Álbumes
- 2021: Mayacha
- 2021: Te lo dije[10]